# Ann B. Davis
Ann Bradford Davis (ur. 3 maja 1926 w Schenectady, zm. 1 czerwca 2014 w San Antonio) – amerykańska aktorka filmowa i telewizyjna. Została dwukrotnie uhonorowana nagrodą Emmy, a także dwukrotnie otrzymała nominację do nagrody Emmy. Posiada swoją gwiazdę na Hollywoodzkiej Alei Gwiazd.

## Życiorys
Urodziła się w Schenectady, w stanie Nowy Jork, jako córka Marguerite (z domu Stott), aktorki amatorki, i Cassiusa Milesa Davisa, inżyniera elektrycznego. Miała identyczną bliźniaczkę Harriet oraz starszą siostrę Elizabeth (1917-1974) i starszego brata Evansa (1921-2005). Kiedy miała trzy lata, wraz z rodziną przeprowadziła się do Erie w północno-zachodniej Pensylwanii], gdzie w 1944 ukończyła Strong Vincent High School. W 1948 ukończyła studia na Uniwersytecie Michigan w Ann Arbor. Początkowo zapisała się na specjalizację przedmedyczną; jednak po obejrzeniu przedstawienia swojego starszego brata w musicalu Oklahoma!, zainteresowała się aktorstwem. W 1948 ukończyła studia, uzyskując dyplom z teatru i mowy.
Występowała jako sędzia muzyczny w programie ABC Juke Box Jury (1953-1954). Po raz pierwszy trafił na kinowy ekran w roli Ruby Coleman, sekretarki w kościele w Atlancie w dramacie biograficznym Henry’ego Kostera Człowiek zwany Piotrem (A Man Called Peter, 1955) z Richardem Toddem. Wystąpiła potem jako Millie, sekretarka Carol (Doris Day) w komedii romantycznej Delberta Manna Kochanku wróć (1961) u boku Rocka Hudsona.
Od 2 stycznia 1955 do 15 września 1959 grała kierowcę ciężarówki Charmaine „Schultzy” Schultz w sitcomie The Bob Cummings Show (1955–1959) z Robertem Cummingsem. W 1960 zastąpiła Carol Burnett i zadebiutowała na Broadwayu jako księżniczka Winnifred w komedii muzycznej Once Upon a Mattress. W jednosezonowym sitcomie NBC The John Forsythe Show (1965-1966) z udziałem Johna Forsythe’a pojawiła się jako Miss Wilson, nauczycielka wychowania fizycznego w prywatnej akademii dla dziewcząt. Wzięła udział w reklamie Ford Motor Company i Ford Fairlane. Była komiczką stand-up. Popularność wśród amerykańskich telewidzów zyskała jako gospodyni Alice Nelson w serialu The Brady Bunch Hour (1976–1977), komedii telewizyjnej NBC The Brady Girls Get Married (1981) i spin-off The Brady Brides (1981), komiodramacie telewizyjnym A Very Brady Christmas (1988), sitcomie Day by Day (1989) i komediodramacie The Bradys (1990). 
W 1994 opublikowała książkę kucharską Alice's Brady Bunch Cookbook. Książka zawiera również przepisy od członków obsady The Bradys.
Zmarła 1 czerwca 2014 w szpitalu w San Antonio w Teksasie w wieku 88 lat. Wcześniej tego dnia doznała krwiaka podtwardówkowego w wyniku upadku w łazience w jej rezydencji w San Antonio, w której mieszkała z biskupem Kościoła Episkopalnego Freyem i jego żoną Barbarą.

## Wybrana filmografia
Filmy
- 1960: Pepe jako Ann B. „Schultzy” Davis
- 1961: Kochanku wróć (Lover Come Back) jako Millie, sekretarka Carol
- 1994: Naga broń 33⅓: Ostateczna zniewaga' (	Naked Gun 33⅓: The Final Insult) jako Alice Nelson
- 1995: Grunt to rodzinka (The Brady Bunch Movie) jako Trucker (Shultzy)

Seriale
- 1980: Statek miłości (The Love Boat) jako Agnes